# Vrana Peak
Vrana Peak är en bergstopp i Antarktis. Den ligger i Östantarktis. Australien gör anspråk på området. Toppen på Vrana Peak är 1 979 meter över havet.
Terrängen runt Vrana Peak är huvudsakligen platt, men västerut är den kuperad. Trakten är obefolkad. Det finns inga samhällen i närheten. 